# Alban Janson
Alban Janson (* 1948) ist ein deutscher Architekt, Architekturtheoretiker, emeritierter Hochschullehrer, Zeichner und Maler.

## Leben
Alban Janson studierte zunächst Architektur an der Technischen Hochschule Darmstadt und der Universität Karlsruhe. Auf die wissenschaftliche Mitarbeit in der Hochschullehre folgte eine zweijährige Planertätigkeit in Dar es Salaam (Tansania). Mit einem Studium der Freien Kunst 1981–1984 an der Städelschule in Frankfurt am Main schlug Janson den Weg zu freier künstlerischer Tätigkeit ein. Parallel dazu gründete er 1989 gemeinsam mit Sophie Wolfrum das Architekturbüro Janson & Wolfrum. Nach einer Professur für Gestaltungslehre an der Hochschule für Technik Stuttgart 1984–1994 leitete Janson ab 1994 das Institut für Grundlagen der Gestaltung an der Universität Karlsruhe (jetzt KIT) und bis 2013 den Lehrstuhl für Grundlagen der Architektur ebendort. Seit 2013 arbeitet er als Zeichner und Maler mit Atelier in München.

## Bauten und Entwürfe (Auswahl)
- 1990–1996 (mit Schmelzer und Bezzenberger): Stadtgarten Böblingen
- 1993–2002: Stadtteil Scharnhauser Park in Ostfildern
- 1995: Wandelhalle im Stadtgarten Böblingen
- 2001: Haus für Kinder im Scharnhauser Park
- 2003–2006: Planung des Pferdelandparks  Aachen-Herzogenrath

## Auszeichnungen (Auswahl)
- 1995: Deutscher Städtebaupreis
- 1997: Hugo-Häring-Preis, zusammen mit Sophie Wolfrum für das Projekt Stadtgarten Böblingen[3]
- 1997: Deutscher Landschaftsarchitektur-Preis
- 2003: Hugo-Häring-Preis
- 2006: Deutscher Städtebaupreis, Büro Janson & Wolfrum mit Frank Roser, Heike Mezger, Claus Walker und Dietmar Meck für das Projekt Stadtteil Scharnhauser Park in Ostfildern.[4]
- 2006: Finalist European Landscape Price Rosa Barba

## Schriften (Auswahl)
- (mit Thorsten Bürklin): Auftritte. Interaktionen mit dem architektonischen Raum. Die Campi Venedigs. Birkhäuser, Basel / Boston / Berlin 2002, ISBN 3-7643-6585-4.
- (mit Carsten Krohn): Le Corbusier, Unité d'habitation, Marseille. Edition Axel Menges, Stuttgart / London 2007, ISBN 978-3-932565-65-6.
- (mit Florian Tigges): Grundbegriffe der Architektur. Das Vokabular räumlicher Situationen. Birkhäuser Verlag, Basel / Boston / Berlin 2013, ISBN 978-3-0346-1245-6.
- (mit Florian Tigges): Fundamental Concepts of Architecture. The Vocabulary of Spatial Situations. Birkhäuser, Basel / Boston / Berlin- 2014, ISBN 978-3-0346-0892-3.
- (mit Sophie Wolfrum): Architektur der Stadt. Kraemer-Verlag, Stuttgart 2016, ISBN 978-3-7828-1147-7.
- (mit Sophie Wolfrum): Die Stadt als Architektur. (Neuausgabe von Architektur der Stadt) Birkhäuser, Basel / Boston / Berlin 2019, ISBN 978-3-0356-1797-9.
- (mit Gerd de Bruyn): Der baumelnde Storch. (64 Tuschezeichnungen) Edition Staub, Neuss 2019, ISBN 978-3-928294-82-9.